# فلاش

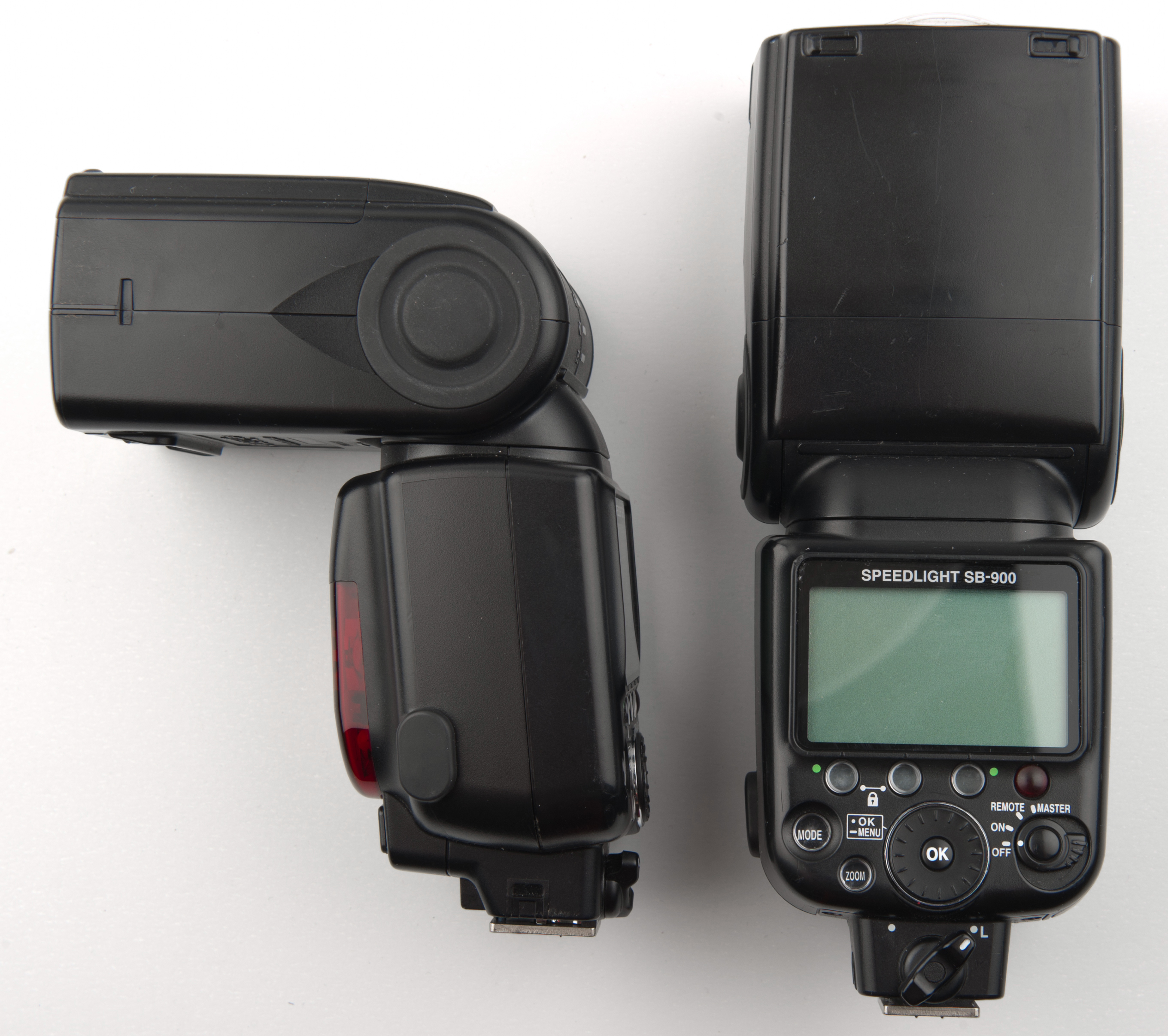
دو نوع فلاش پیشرفته

فلاش یا دِرَخش (به انگلیسی: Flash) وسیله‌ای است جهت نورپردازی صحنه‌های تاریک و کم نور و نقاطی که از شرایط نوری نامطلوبی برخوردارند. فلاش یک منبع نور کوچک قابل حمل است که می‌تواند نوری قوی برای یک چندم ثانیه از خود بیرون دهد.فلاش توسط آرتور تی فیشر مخترع آلماني اختراع شده است. فلاش‌ها معمولاً از طریق باتری یک بار مصرف یا قابل شارژ تغذیه می‌شوند ولی بعضی از آنها را می‌توان از طریق یک آداپتور به برق شهر نیز وصل نمود.

## کاربرد فلاش
فلاش‌ها در حالت کلی، دو نوع کاربر دارند؛ یک کاربرد آن افزایش نور محیط در زمانی که نور اصلی برای عکاسی کافی نیست یا شرایط عکاسی را سخت می‌کند، است و کاربرد دیگر آن، اصلاح نور محیط در زمانی که نور اصلی کافی است، ولی ترکیب خوبی به وجود نمی‌آورد است.

## انواع فلاش
سه نوع تکنولوژی مختلف، جهت طراحی و ساخت فلاش وجود دارد که شامل موارد زیر است:

### فلاش دستی
ساده‌ترین نوع فلاش، معروف به فلاش دستی است که همهٔ کارها را عکاس انجام می‌دهد. با این نوع فلاش شما نمی‌توانید قدرت نوردهی فلاش را کم یا زیاد کنید و فلاش برای همهٔ عکس‌ها و سوژه‌ها در هر شرایطی، یک نور ثابت را پخش می‌کند.

### فلاش خودکار
فلاش خودکار یا اتوماتیک دارای سنسور یا گیرنده‌ای است که می‌تواند نور صحنه را اندازه‌گیری کند و در شرایط مختلف، نور مختلفی را پخش می‌کند.

### فلاش TTL چیست؟
TTL مخفف سه کلمهٔ Through The Lens به معنی «از میان لنز» است. این نوع فلاش، از طریق نورسنج دوربین، نوری که به درون دوربین می‌آید را اندازه می‌گیرد و از طریق میکروپروسسوری که درون خود دارد، بعد از زدن شاتر، مقدار نور لازم را به طرف سوژه می‌فرستد و صحنه را به اندازهٔ کافی روشن می‌کند.

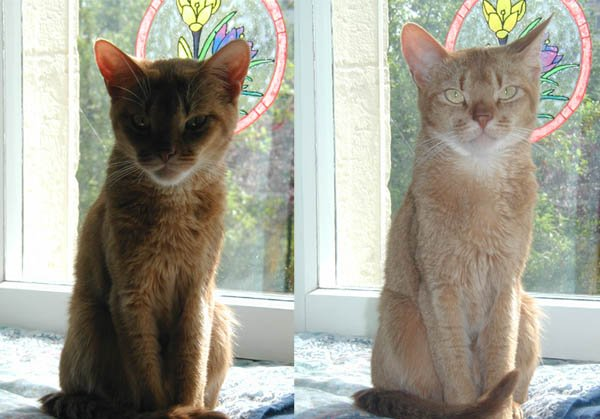
تاثیر فلاش بر عکس. سمت چپ عکس بدون فلاش، سمت راست عکس با استفاده از فلاش